# 1743 en santé et médecine
| Années de la santé et de la médecine : 1740 - 1741 - 1742 - 1743 - 1744 - 1745 - 1746    |
| Décennies de la santé et de la médecine : 1710 - 1720 - 1730 - 1740 - 1750 - 1760 - 1770 |

Cet article présente les faits marquants de l'année 1743 en santé et médecine.

## Événements
- 20 février : Adélaïde d'Orléans meurt de la variole à 44 ans[1].
- Mars : épidémie à Paris ; une maladie nouvelle que l’on appelle la grippe[2].
- 23 avril : le statut de chirurgien est reconnu par ordonnance royale[3].

Cette année-là
- La peste fait 43 000 morts à Messine[4].
- Jean-Louis Petit propose la cholécystectomie dans la lithiase vésiculaire[5],[6].

## Publications
- 2 juin : le chirurgien britannique William Hunter (1718-1783) présente son texte Of the structure and diseases of articulating cartilages à la Royal Society[7],[8].
- Robert Bunon : Essay sur les maladies des dents[9].
- James Parsons : Description de la vessie urinaire de l'homme, traduction d'un ouvrage, A description of the human urinary bladder, and parts belonging to it, de 1742.

## Naissances
- 24 mai : Marat (mort en 1793), médecin, physicien, journaliste et homme politique français, député montagnard à la Convention nationale[10].
- 12 juillet : Jean-François Barailon (mort en 1816), médecin et homme politique français[11].
- 30 octobre : François Chopart (mort en 1795), chirurgien français[12].

- Au cours de l'année 1743 :
  - Pierre-François Tingry (mort en 1821), pharmacien, chimiste et minéralogiste français[13].

## Décès
- 9 juin : Louis Lémery (né en 1677), médecin, botaniste et chimiste français[14].